# Las 33 Estrategias de La Guerra
Las 33 estrategias de guerra es un libro de autoyuda escrito por el autor estadounidense Robert Greene en 2006. Se compone de discusiones y ejemplos de estrategias ofensivas y defensivas de una amplia variedad de personas y condiciones, aplicándolas a conflictos sociales como disputas familiares y negociaciones comerciales.

## Recepción
The Independent dijo que Greene se ha erigido en "un Maquiavelo moderno", pero que "nunca está claro si realmente cree en lo que escribe o si es sólo su truco, un instrumento de su voluntad para cambiar libros de tapa dura de 20 libras" y concluye: "Hay algo menos que adulto en todo esto". El almirante James G. Stavridis dijo que el libro tenía buena amplitud, pero carecía de profundidad. El autor y teórico del liderazgo John Adair dijo que Greene "muestra una mala comprensión del tema" y que el libro se basa en la "suposición errónea de que el arte de la estrategia militar y el arte de vivir son comparables". Booklist dijo que el libro era repetitivo, carecía de sentido del humor y tenía un "tono casi espiritual" molesto. El jugador de la NBA Chris Bosh afirmó que es su libro favorito. Las 33 estrategias de guerra formaron parte de la lista de lectura para los jóvenes que asistieron al Foro de Liderazgo Indígena organizado por la Universidad de Victoria, cuyo objetivo era rediseñar la política indígena radical y el movimiento indigenista. También lo leyeron los estudiantes que asistieron a un curso de apologética cristiana del Seminario Teológico Bautista del Suroeste. El libro ha sido prohibido en varias prisiones estadounidenses.
En el libro, Greene escribe que "Afganistán era rico en gas natural y otros minerales y tenía puertos en el Océano Índico", sin embargo Afganistán no tiene salida al mar. (El comercio hacia y desde Afganistán utiliza puertos de otros países, como el puerto de Chabahar en Irán).
Un crítico describió el libro como "demasiadas frases tontas", como: "Tu objetivo es combinar filosofía y guerra, sabiduría y batalla, en una combinación inmejorable".
Ha vendido más de 200.000 copias.